# Mursko Središće
Mursko Središće este un oraș în cantonul Međimurje, Croația, având o populație de 6.307 locuitori (2011).

## Demografie
Componența etnică a orașului Mursko Središće
     Croați (93,07%)
     Romi (4,52%)
     Necunoscut (0,06%)
     Neclasificat (1,93%)
Componența confesională a orașului Mursko Središće
     Catolici (93,09%)
     Fără religie și atei (2,43%)
     Necunoscută (2,33%)
     Alte religii (2,14%)
Conform recensământului din 2011, orașul Mursko Središće avea 6.307 locuitori. Din punct de vedere etnic, majoritatea locuitorilor (93,07%) erau croați, cu o minoritate de romi (4,52%). Apartenența etnică nu este cunoscută în cazul a 0,06% din locuitori. Din punct de vedere confesional, majoritatea locuitorilor (93,09%) erau catolici, cu o minoritate de persoane fără religie și atei (2,43%). Pentru 2,33% din locuitori nu este cunoscută apartenența confesională.